# Воскресенка (Седельниковский район)
Воскресенка — упразднённая деревня в Седельниковском районе Омской области. Входила в состав Кукарского сельского поселения. Исключена из учётных данных в 1999 г.

## География
Располагалась на левом берегу реки Инцысс, в 5 км к юго-западу от деревни Усть-Инцы.

## История
Основана в 1905 г. В 1928 году посёлок Воскресенка состоял из 32 хозяйств. В административном отношении входил в состав Усть-Инцевского сельсовета Седельниковского района Тарского округа Сибирского края.

## Население
По данным переписи 1926 г в посёлке проживало 191 человек (90 мужчин и 101 женщина), основное население — русские.

## Хозяйство
По данным на 1991 г. деревне расоплагался лесоучасток колхоза «Трудовое знамя».